# Chanteurs Sans Frontières
Chanteurs Sans Frontières war eine aus zahlreichen bekannten französischen Musikern bestehende Band, die 1985 den Benefizsong für Afrika Ethiopie aufgenommen hat.
Initiator des Projektes war Renaud. Nachdem bereits Großbritannien mit Band Aid (Do They Know It’s Christmas?), die USA mit USA for Africa (We Are the World) und Deutschland mit der Band für Afrika (Nackt im Wind) ähnliche Projekte gestartet hatten, wollten nun auch die Franzosen mittels eines Songs Geld für Afrika, in diesem Fall speziell für die Nichtregierungsorganisation Ärzte ohne Grenzen (im Französischen Médecins sans frontières, daher auch der Bandname) sammeln.

## Sänger
(in alphabetischer Reihenfolge) 
- Hugues Aufray
- Jean-Louis Aubert
- Josiane Balasko
- Daniel Balavoine
- Didier Barbelivien
- Axel Bauer
- Michel Berger
- Richard Berry
- Gérard Blanchard
- Francis Cabrel
- Louis Chédid
- Hervé Christiani
- Christophe
- Julien Clerc
- Coluche
- Charlélie Couture
- Lily Drop
- Gérard Depardieu
- Michel Delpech
- Diane Dufresne
- France Gall
- Jean-Jacques Goldman
- Gotainer
- Jacques Higelin
- Valérie Lagrange
- Catherine Lara
- Maxime Le Forestier
- Jeane Manson
- Renaud
- Nicolas Peyrac
- Véronique Sanson
- Alain Souchon
- Téléphone
- Diane Tell
- Fabienne Thibault
- Trust
- Laurent Voulzy

## Chanteurs Sans Frontières und Live 8
Mit Louis Bertignac, dem ehemaligen Gitarristen von Téléphone beteiligte sich letztendlich nur ein ehemaliges Mitglied der Chanteurs Sans Frontières an Live 8, geplante Auftritte von Alain Souchon, Renaud und Julien Clerc entfielen dagegen.